# Bring Me Your Love
A Bring Me Your Love az amerikai Deee-Lite house csapat 3. kislemez a Dewdrops in the Garden című albumról. Az album az US Dance lista 1. helyén végzett. A dalok remixeit Johnny Vicious, DJ EFX, Dj Digit, Fernando "Super Tweek" Aponte készítette.

## Megjelenések
12"  U.S. Elektra – 0-66223
- Bring Me Your Love (Sampladelic Prod. Isness Not Business Mix)
- Bring Me Your Love (DJ Digit Remix)
- Bring Me Your Love (DJ EFX Remix)
- Party Happenin' People (Sampladelic Prod. Mushroom Mix)
- Bring Me Your Love (Johnny Vicious Cosmic Isness Remix 1)
- Bring Me Your Love (Johnny Vicious Cosmic Isness Remix 2)